# Dischidia nummularia
Dischidia nummularia är en oleanderväxtart som beskrevs av R. Brown. Dischidia nummularia ingår i släktet Dischidia och familjen oleanderväxter. Inga underarter finns listade i Catalogue of Life.